# HD 89744 b
HD 89744 b是一顆屬於離心木星的太陽系外行星，母恆星是 HD 89744。
在橫跨1000萬年的模擬中，該行星會清除除了接近8:3共振區域以外的軌道附近物質。因此這表示沒有其他行星在它的母恆星適居帶內。觀測結果也排除了公轉週期1年以內，超過0.7倍木星質量的行星。

## 外部連結
- . Exoplanets.   [2012-11-22]. （原始内容存档于2012-03-04）.